# Heinz Seiffert

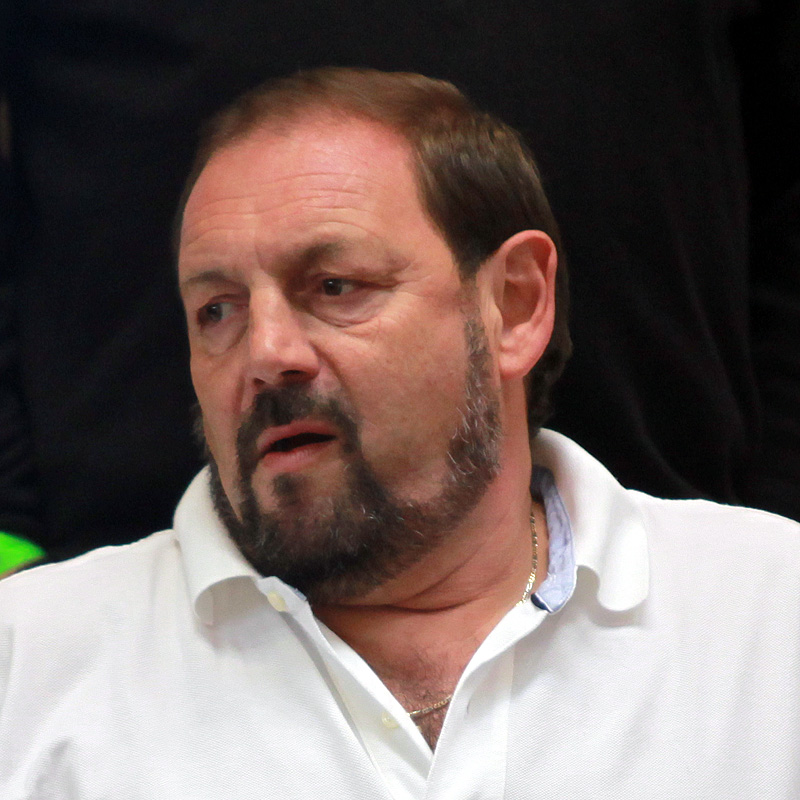
Heinz Seiffert am 15. August 2010 in Ehingen beim Schlecker Cup

Heinz Seiffert (* 18. September 1952 in Münsingen) ist ein deutscher Politiker (CDU) und war von 2005 bis 2016 Landrat des Alb-Donau-Kreises. Zuvor war er von 1994 bis 2005 Mitglied des Deutschen Bundestages. 

## Werdegang
Seiffert absolvierte eine Ausbildung zum gehobenen Verwaltungsdienst, die er 1974 als Diplomverwaltungswirt (FH) abschloss.  Seit 1977 ist er Mitglied der CDU. Er ist stellvertretender Vorsitzender des CDU-Stadtverbandes Ehingen und des CDU-Kreisverbandes Alb-Donau/Ulm. Des Weiteren ist er Schatzmeister des CDU-Bezirksverbandes Württemberg-Hohenzollern. Ab 1979 war Seiffert Mitglied des Kreistags im Alb-Donau-Kreis. Er war dort stellvertretender Vorsitzender der CDU-Fraktion. Von 1994 bis 2005 war Heinz Seiffert Mitglied des Deutschen Bundestages. Er war Mitglied des Finanzausschusses und stellvertretendes Mitglied im Haushaltsausschuss. Im Finanzausschuss war er von 1998 bis 2004 Obmann der CDU/CSU-Fraktion. Er übernahm 2004 den Posten des finanzpolitischen Sprechers der CDU/CSU-Fraktion, den er bis zu seinem Ausscheiden ausübte. Dazu war er stellvertretendes Mitglied in der Kommission zur Modernisierung der bundesstaatlichen Ordnung. Seiffert war direkt gewählter Abgeordneter des Bundestagswahlkreises Ulm. Am 18. April 2005 wurde Seiffert mit 48 von 58 Stimmen zum neuen Landrat des Alb-Donau-Kreises gewählt. Als Nachfolger von Wolfgang Schürle trat Seiffert sein Amt am 18. Juli 2005 an. Am 22. April
2013 wurde er mit 57 von 62 Stimmen für eine zweite Amtsperiode wiedergewählt. Seiffert legte das Amt des Landrats Ende September 2016 nieder. Ihm folgte Heiner Scheffold nach.
Seiffert ist verheiratet und hat zwei Kinder.

## Weitere Ämter
Seiffert hat folgende Mitgliedschaften in gesetzlich zu bildenden Aufsichtsräten (1) bzw. vergleichbaren in- und ausländischen Kontrollgremien von Wirtschaftsunternehmen (2):
- EnBW Energie Baden-Württemberg AG (1)
- EnBW Regional AG (1)
- Krankenhaus GmbH Alb-Donau-Kreis (Vorsitzender) (1)
- Sparkasse Ulm, Anstalt des öffentlichen Rechts (Vorsitzender) (1)
- Donau-Iller-Nahverkehrs-GmbH (Vorsitzender) (2)
- Fernwärme Ulm GmbH (2)
- Genossenschaft für Wohnungsbau Oberland eG (2)
- Kreisbau GmbH Alb-Donau (Vorsitzender) (2)
- OEW-Vorsitzender seit dem 1. Mai 2012 (2)
- Zweckverband Thermische Abfallverwertung Donautal (Vorsitzender) (2)